# 에스타디오 호세 소리야
에스타디오 호세 소리야(스페인어: Estadio José Zorrilla esˈtaðjo xoˈse θoˈriʎa[*])는 스페인 바야돌리드에 있는 축구장이다. 이 경기장은 27,846명을 수용할 수 있는 스페인에서 22번째로 큰 경기장이자 카스티야 이 레온 주에서 가장 큰 경기장이다.

## 역사
이 경기장은 1982년에 지어졌고, 시인 호세 소리야 이 모랄의 이름을 따 명명되었다. 이전에 레알 바야돌리드는 동명의 구 경기장에서 안방 경기를 치렀다.
이 경기장에서 열린 첫 라 리가 경기는 1982년 2월 20일, 레알 바야돌리드와 아틀레틱 빌바오 간의 경기로, 바야돌리드가 84분에 기록한 호르헤 알론소의 1-0 결승골에 힘입어 승리했다. 같은 해 코파 델 레이 결승전이 4월 13일에 이 경기장에서 열렸는데, 레알 마드리드가 스포르팅 히혼을 2-1로 이겼다.
1982년 FIFA 월드컵 당시 1차 조별 리그의 4조 세 경기(체코슬로바키아-쿠웨이트, 프랑스-쿠웨이트, 그리고 프랑스-체코슬로바키아)가 호세 소리야 경기장에서 열렸다.
팝 가수 마이클 잭슨이 1997년 9월 6일에 바야돌리드에서 진행한 히스토리 순회 공연의 마지막 유럽 공연이 매진되는 성황리에 마무리되었다.
현재 이 경기장의 관중석을 40,000명으로 증가시키기 위한 계획이 추진중이다. 이 계획은 바야돌리드 아레나(스페인어: Valladolid Arena baʎaˈðolið aˈɾena[*]) 계획으로 알려져 있다.
2016년 실버스톰 엘 살바도르와 VRAC 엔트레피나레스 간의 코파 델 레이 럭비 결승전이 이 경기장에서 열렸다. 26,500명의 관중이 이 경기를 보기 위해 웅집하여 스페인 역대 최다 럭비 유니언 관중 기록을 경신했다.

## 1982년 FIFA 월드컵
이 경기장에서 1982년 FIFA 월드컵의 본선 3경기가 진행되었는데, 이 경기장에서 치른 경기는 다음과 같다:
| 날짜            | 팀 1           | 결과 | 팀 2           | 라운드              | 관중 수 |
| --------------- | -------------- | ---- | -------------- | ------------------- | ------- |
| 1982년 6월 17일 | 체코슬로바키아 | 1–1  | 쿠웨이트       | 4조 (1차 조별 리그) | 25,000  |
| 1982년 6월 21일 | 프랑스         | 4–1  | 쿠웨이트       | 4조 (1차 조별 리그) | 30,043  |
| 1982년 6월 24일 | 프랑스         | 1–1  | 체코슬로바키아 | 4조 (1차 조별 리그) | 28,000  |